# Italo Briano
Italo Briano (Savona, 7 gennaio 1901 – Milano, 2 dicembre 1985) è stato un editore, pubblicista e divulgatore scientifico italiano.

## Formazione e studi
Figlio di un macchinista delle Ferrovie dello Stato (FS), autodidatta, durante gli anni di servizio nelle FS conseguì dapprima il diploma di ragioniere e poi la laurea in Economia e Commercio

## Attività professionale

### Nelle Ferrovie dello Stato
Fu assunto dalle FS nel 1917 e assegnato agli uffici periferici dapprima del Servizio Materiale e Trazione e poi del Servizio Movimento, nel quale lavorò prima come capo stazione in varie località del nord Italia e poi nell'Ufficio Movimento della direzione compartimentale di Genova (occupandosi della predisposizione degli orari), rimanendo in attività fino al 1943, quando, a seguito di sua richiesta causata dalla volontà di evitare il trasferimento in sede politicamente sgradita, fu collocato a riposo.

### Attività editoriale
Dopo il pensionamento fondò, a Genova, una propria casa editrice, la "Briano editore", che fino al 1970 pubblicò manuali universitari e testi di tecnica grafica.

## Pioniere del fermodellismo in Italia e in Europa
Per promuovere il fermodellismo assunse, con la ragione sociale Modelprodotti, la rappresentanza di varie ditte produttrici di attrezzature e materiali per il modellismo e, con quella di Modelcarta, produsse e vendette modelli in cartoncino. D'intesa con l'importatore della Rokal, pioniera della scala TT, promosse la realizzazione di modelli speciali per il mercato italiano.
Fu il fondatore e il primo presidente, per cinque anni, della Federazione italiana modellisti ferroviari e amici della ferrovia, e della federazione MOROP, acronimo di Verband der Modelleisenbahner und Eisenbahnfreunde Europas/Union Européenne des Modélistes Ferroviaires et des Amis des Chemin de Fer. 
Fu il fondatore, e direttore dal 1951 al 1974, della rivista Italmodel ferrovie, alla quale collaborò, anche con lo pseudonimo di Ranio Lobita, con numerosi articoli di divulgazione ferroviaria e di tecnica modellistica.
Con la propria casa editrice a partire dagli anni cinquanta pubblicò anche la serie degli album Locomotive F.S. Italia e Carri e carrozze F.S. Italia, raccolte di schede tecniche e disegni sui materiali rotabili delle FS, i cui contenuti furono compendiati nell'album Il parco trazione F.S. ieri e oggi (a quel tempo era quasi inesistente, in Italia, una produzione editoriale divulgativa sulle ferrovie), il ponderoso Manuale del fermodellista, alcune collane di libri introduttivi alla pratica del modellismo. e manuali di fotografia e cinematografia per amatori.
Dopo il ritiro dalle altre attività compendiò le proprie conoscenze in una Storia delle ferrovie in Italia., in tre volumi.

### La sua idea del fermodellismo
Pietro Merlo, come lui dirigente movimento FS, feramatore e fermodellista, riassunse le posizioni del Briano richiamando "[...] la sua concezione 'umana' del fermodellismo, come occasione di incontro ed amicizia vera fra uomini e le loro famiglie, uomini accomunati dalla stupenda passione per le ferrovie ed i piccoli treni" (Un ricordo di Italo Briano, p. 30). Inoltre sottolineò la sua attenzione a un "fermodellismo di esercizio", giacché "Per Briano, premessa a un fermodellismo maturo era ed è la conoscenza della ferrovia e della sua storia; non solo treni, ma anche segnali, stazioni, regole di circolazione, orari ecc."   (Un ricordo di Italo Briano, p. 30).

## Vita privata
Italo Briano fu sposato ed ebbe due figli, Marisa e Renato. Renato Briano, direttore del personale della Ercole Marelli, fu ucciso dalle Brigate Rosse il 12 novembre 1980.

## Opere
- Storia delle ferrovie in Italia, Milano, Cavallotti Editore, 1977 (volume 1: Le vicende; volume 2: La tecnica 1; volume 3: La tecnica 2). Indici: , ,
- Manuale del Fermodellista, 5ª edizione, Editoriale News, 1983